# Facelinidae
Famille
Synonymes
- voir paragraphe #Synonymes

Les Facelinidae forment une famille de mollusques gastéropodes marins de l'ordre des nudibranches.

## Synonymes
- Caloriidae Odhner, 1968[1] [2]
- Cratenidae Bergh, 1889[1] [2]
- Favorinidae Bergh, 1889[1] [2]
- Myrrhinidae Bergh, 1905[2]
- Phidianidae Odhner, 1968[1] [2]
- Phyllodesmiidae Thiele, 1931[1] [2]

## Liste des genres
Selon World Register of Marine Species, prenant pour base la taxinomie de Bouchet & Rocroi 2005, on compte 33 genres :
- Adfacelina Millen & Hermosillo, 2012
- Algarvia Garcia-Gomez & Cervera, 1990
- Amanda Macnae, 1954
- Anetarca Gosliner, 1991
- Antonietta Schmekel, 1966
- Austraeolis Burn, 1962
- Bajaeolis Gosliner & Behrens, 1986
- Burnaia M. C. Miller, 2001
- Caloria Trinchese, 1888
- Cratena Bergh, 1864
- Dicata Schmekel, 1967
- Echinopsole Macnae, 1954
- Emarcusia Roller, 1972
- Facelina Alder & Hancock, 1855
- Facelinopsis Pruvot-Fol, 1954
- Favorinus M.E. Gray, 1850
- Hermosita Gosliner & Behrens, 1986
- Herviella Baba, 1949
- Jason Miller, 1974
- Learchis Bergh, 1896
- Moridilla Bergh, 1888
- Myja Bergh, 1896
- Noumeaella Risbec, 1937
- Palisa Edmunds, 1964
- Pauleo Millen & Hamann, 1992
- Phidiana Gray, 1850
- Pruvotfolia Tardy, 1969
- Pteraeolidia Bergh, 1875
- Sakuraeolis Baba, 1965
- Setoeolis Baba & Hamatani, 1965

## Galerie

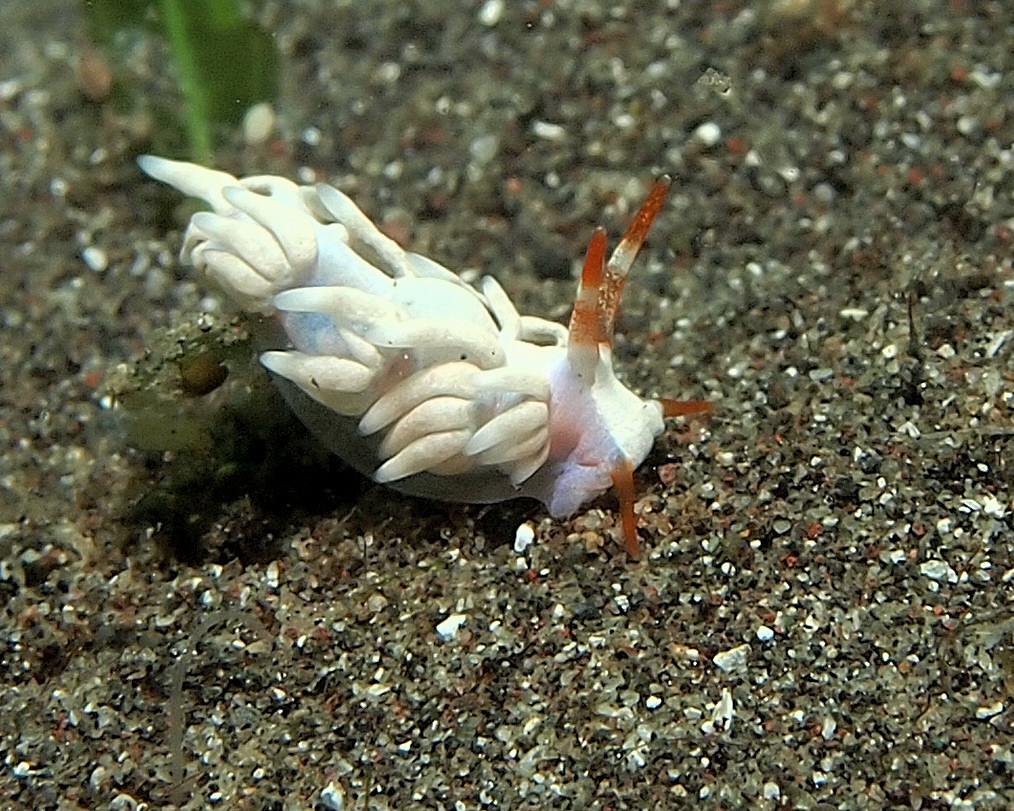
Antonietta janthina
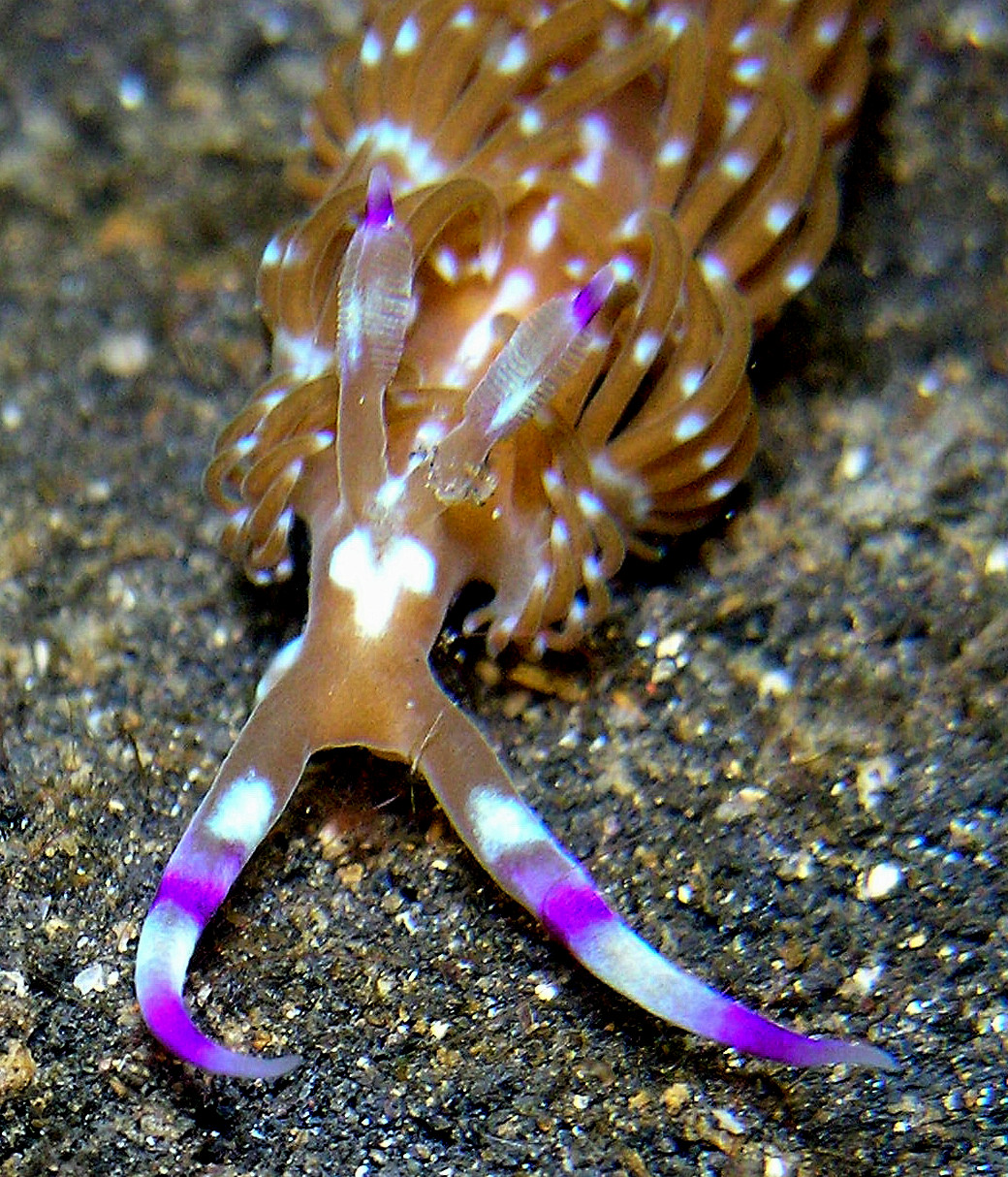
Austraeolis ornata
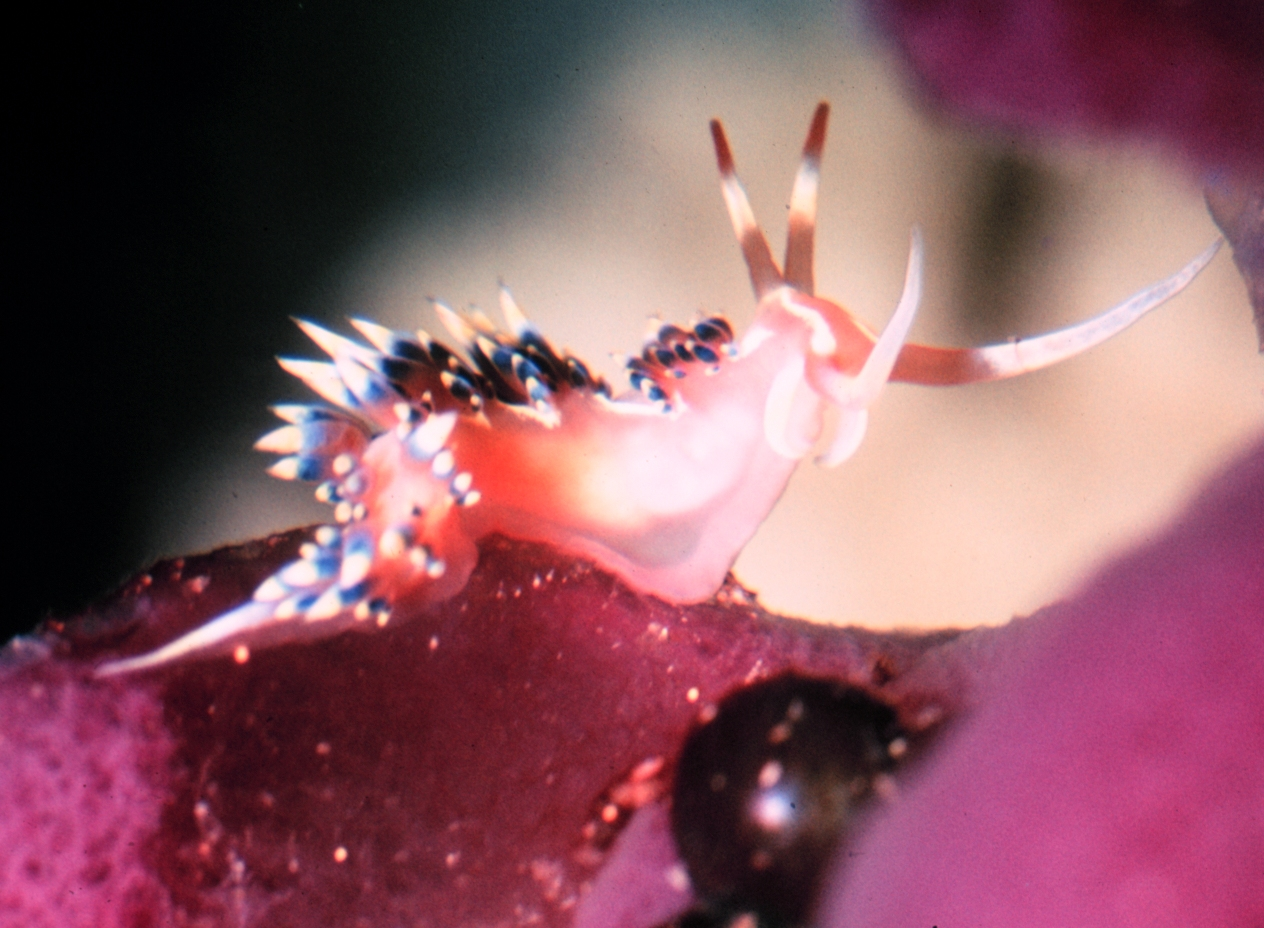
Caloria indica
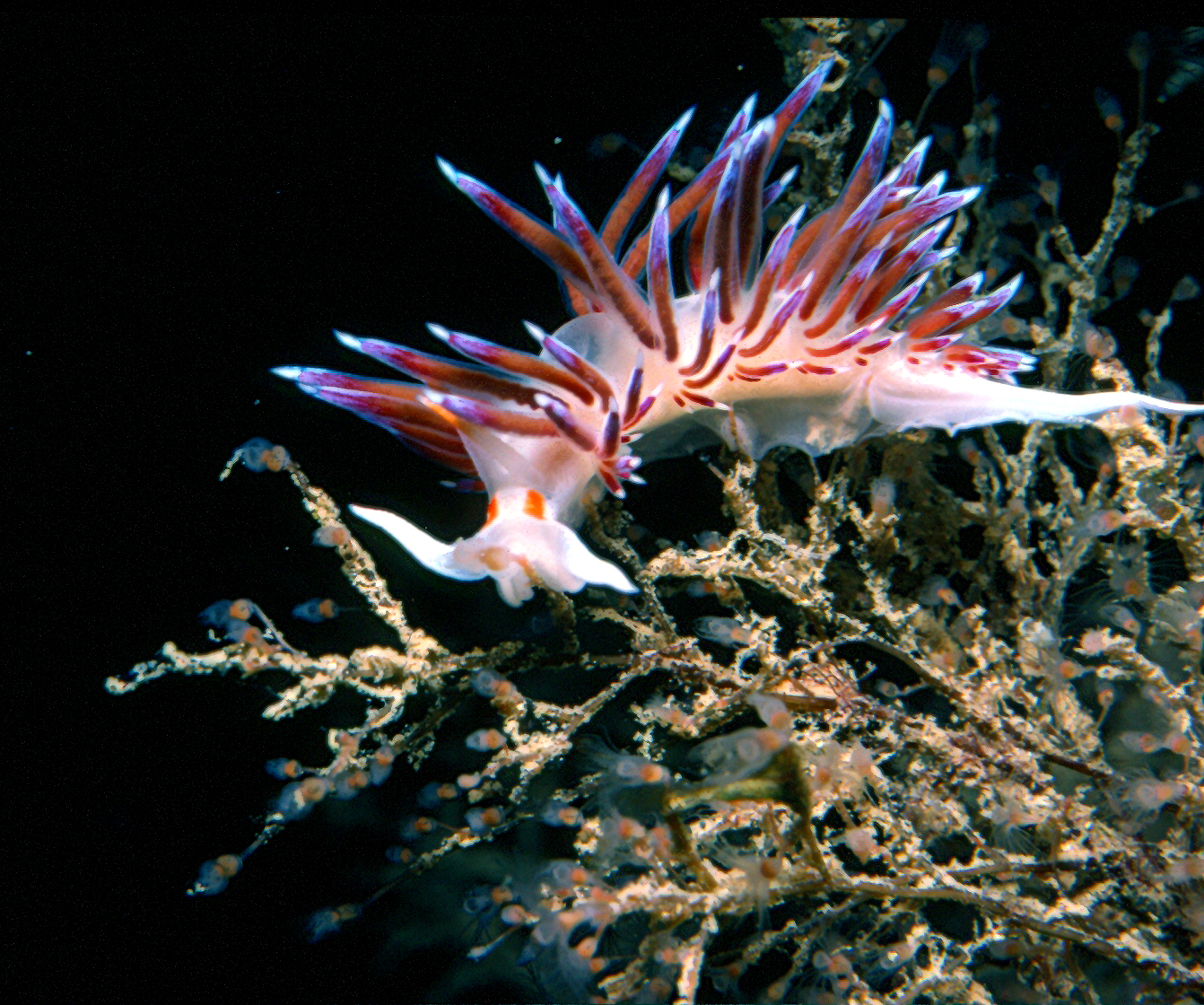
Cratena peregrina
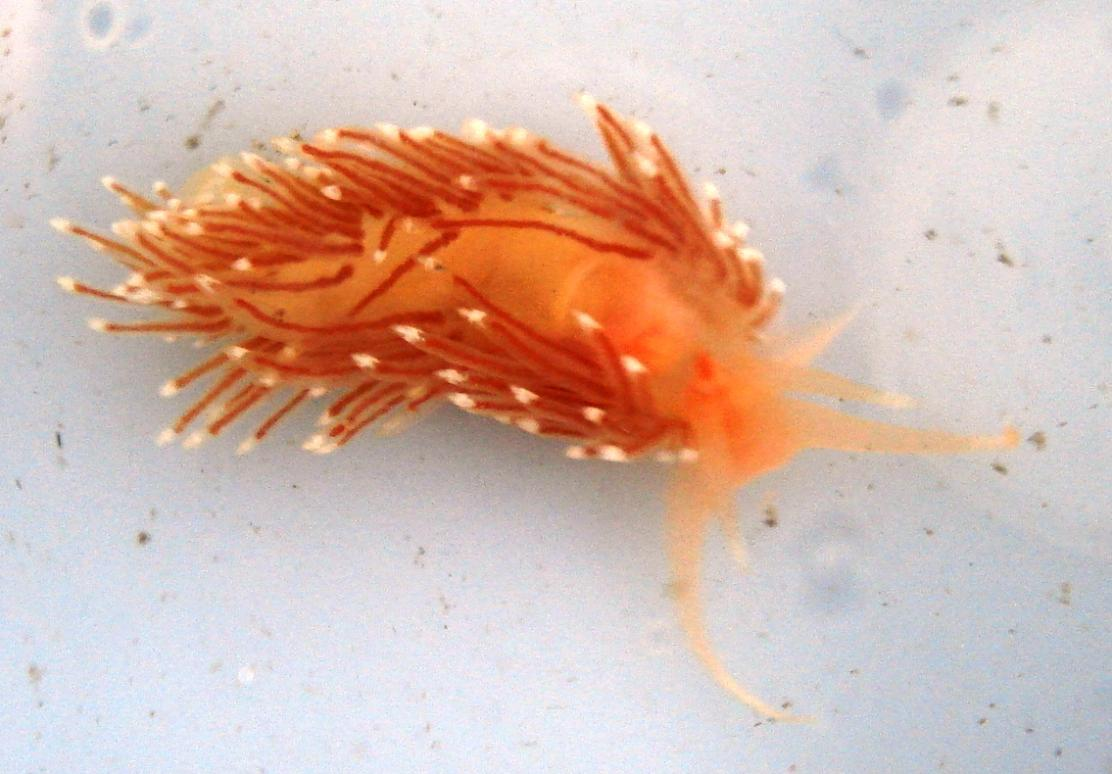
Facelina bostoniensis
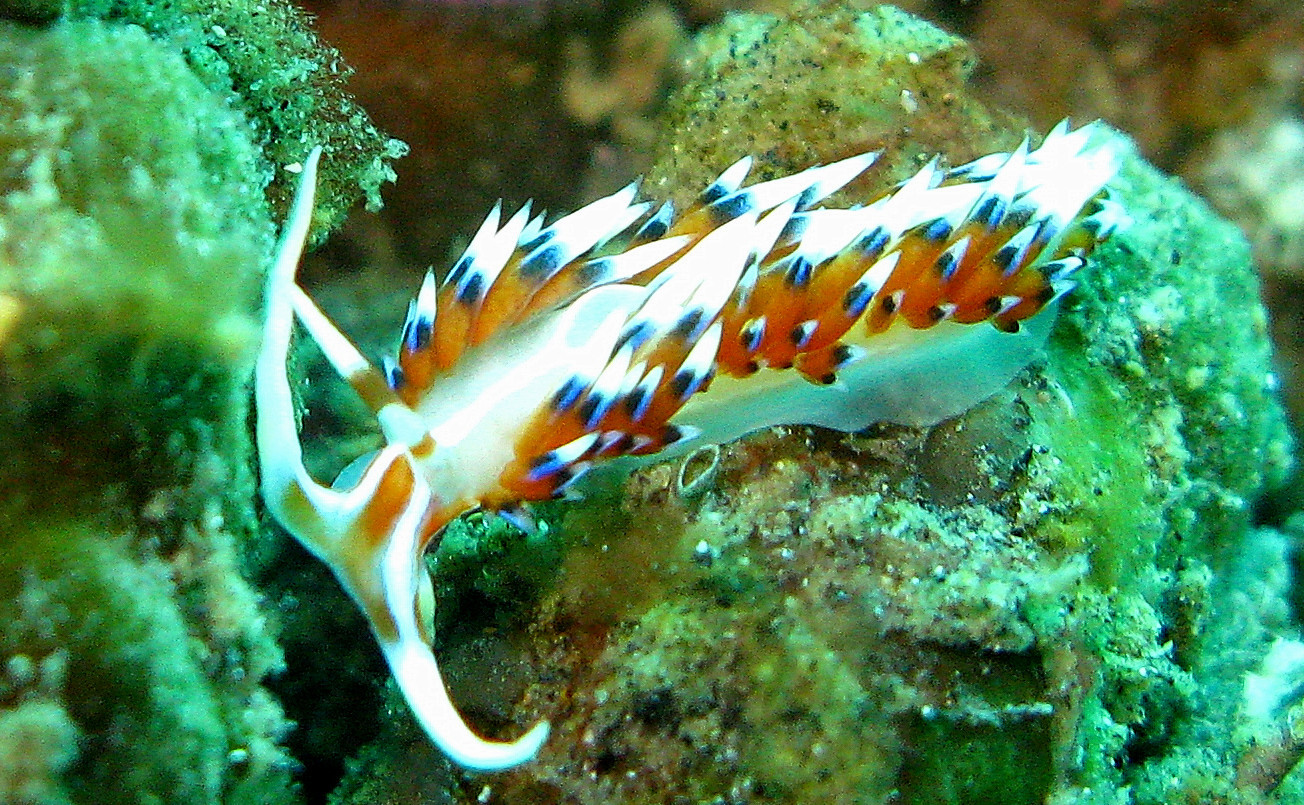
Favorinus tsuruganus
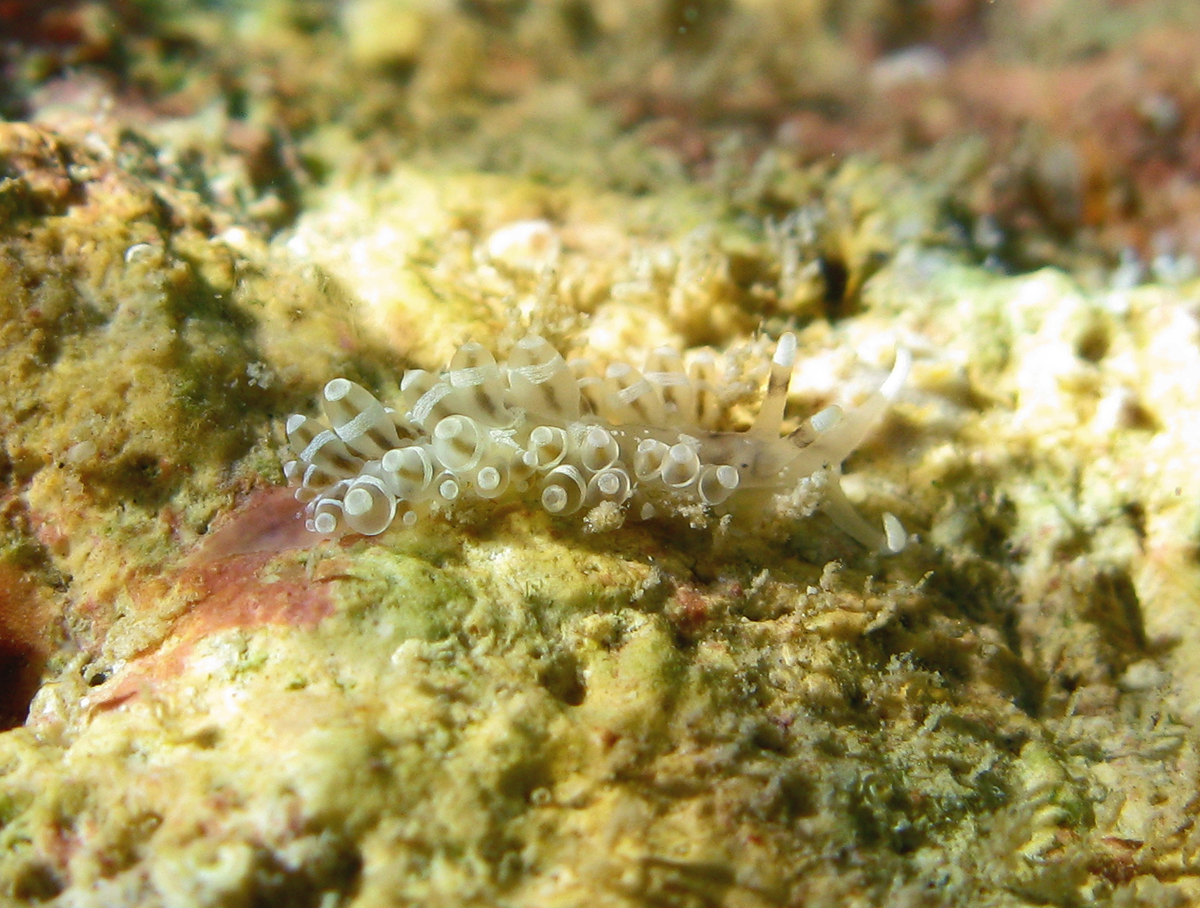
Herviella albida
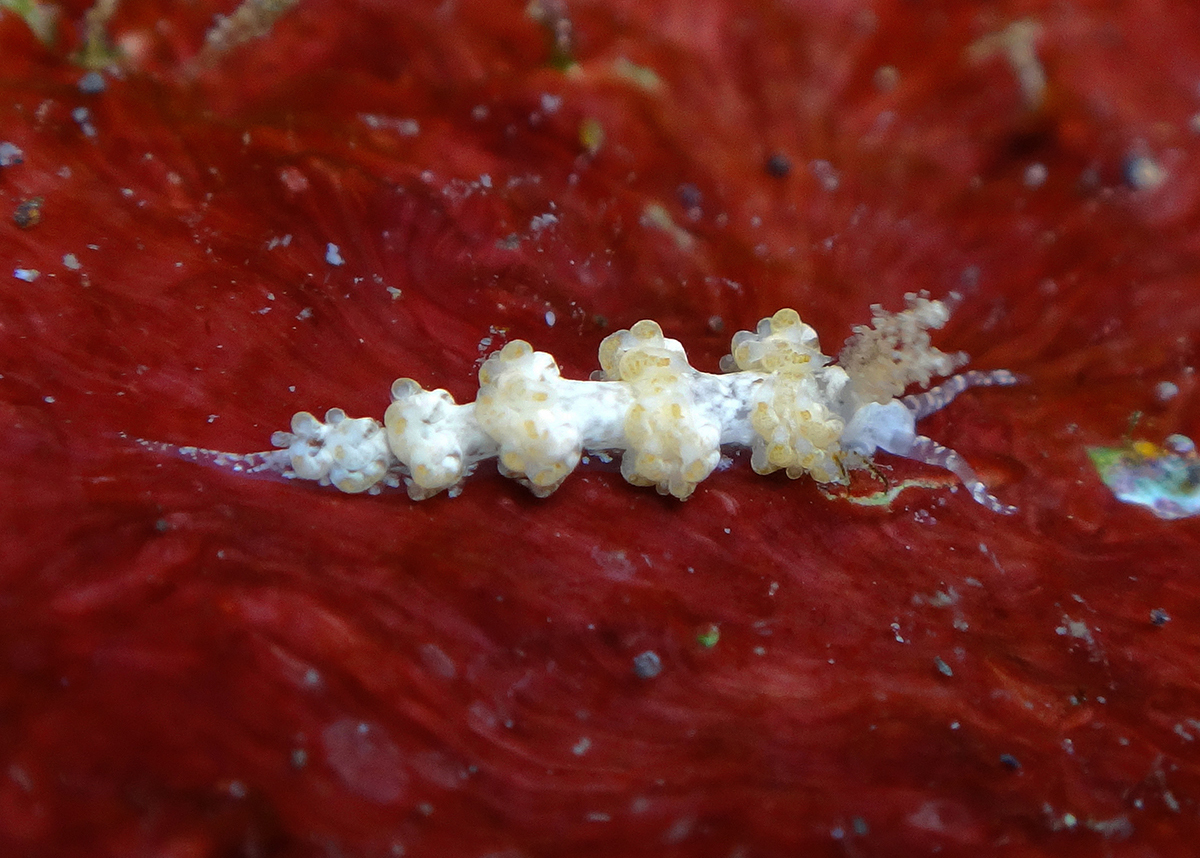
Noumeaella rehderi
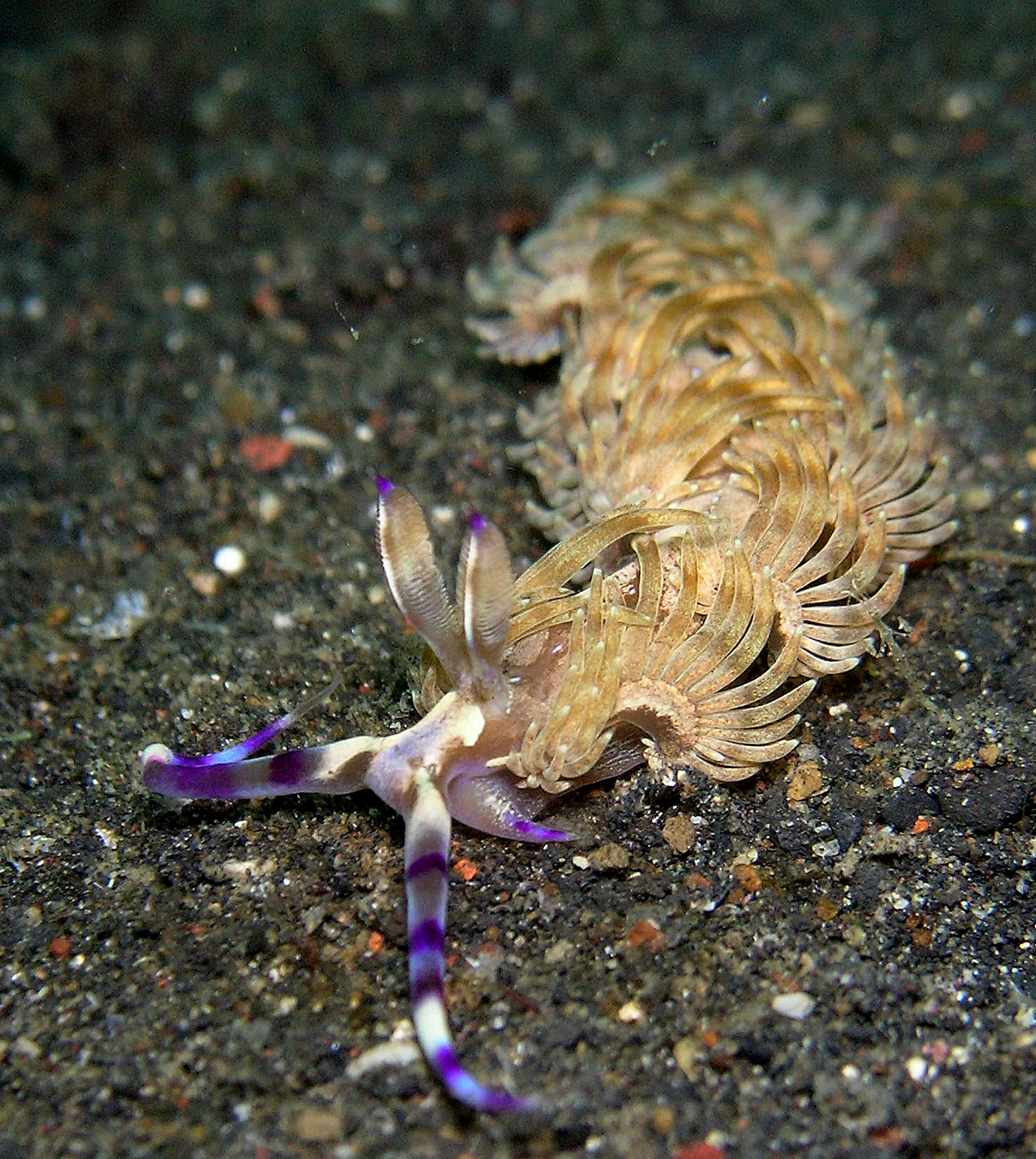
Pteraeolidia semperi
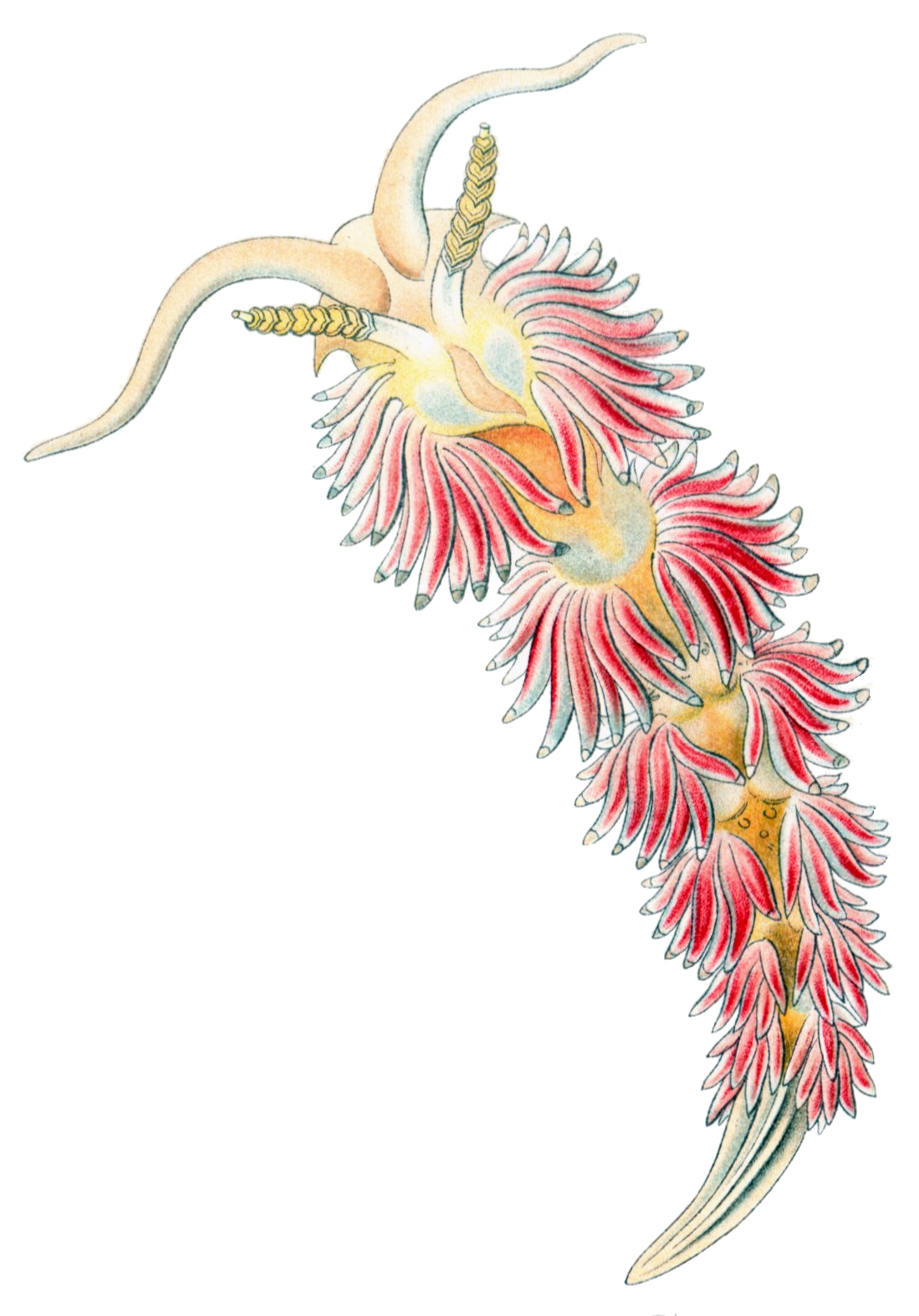
Facelina auriculata (Ernst Haeckel, KdN, 1904)